# Файман, Вернер
Вернер Фа́йман (нем. Werner Faymann; род. 4 мая 1960, Вена, Австрия) — австрийский политический деятель.

## Детство и юность
Во время учёбы в венской гимназии, расположенной на площади Генриеттенплац, Файман присоединился к социалистической молодежи и вошёл в партию СДПА. После окончания гимназии в 1981 году он возглавил социалистическую молодежь Вены. В этом качестве он участвовал в 1983 году в организации демонстрации против визита папы римского Иоанна Павла II в Австрию.

## Начало политической деятельности
Вернер учился на юридическом факультете Венского университета, но прервал обучение.. Работал консультантом в банке Zentralsparkasse. В 1985—1994 годах Файман занимал пост члена Венской ассамблеи и муниципального совета.
В 1988—1994 годах он был управляющим директором и председателем Ассоциации венских арендаторов. В 1994 году Файман возглавил исполнительный городской совет по жилищному строительству, был вице-президентом Венского бизнес-агентства (VBA). С 1996 года он был председателем городского совета Вены по ремонту жилья, жилищному строительству и городскому хозяйству.

## На посту министра и канцлера Австрии
Министр транспорта, инноваций и технологий в кабинете министров канцлера Альфреда Гузенбауэра в январе 2007 — декабре 2008. 16 июня 2008 года стал председателем Социал-демократической партии Австрии. 7 июля 2008 года Файман был избран ведущим кандидатом от СДПА на выборах в Национальный совет.
На выборах, прошедших 23 ноября 2008 года, Файман возглавил коалицию СДПА и АНП. Избран Канцлером Австрии и вступил в должность в декабре 2008 года.
Как руководитель партии, получившей большинство голосов во время выборов в австрийский парламент, состоявшихся 28 сентября 2008 года, был уполномочен президентом страны Хайнцем Фишером 8 октября 2008 года сформировать новое правительство Австрии. 24 ноября 2008 года лидеры Социал-демократической партии Австрии и Австрийской народной партии договорились о создании большой коалиции из двух партий, избрав Вернера Файмана на пост канцлера Австрии.
В первые месяцы своего пребывания на посту канцлера он имел в землях Каринтии, Зальцбурге и Верхней Австрии низкий рейтинг в свою поддержку по опросам населения. Эксперты заявляли о том, что Социал-демократическая партия под его руководством оказалась в кризисе. В 2010 году Файман объявил о проведении референдума по введению налога Тобина. После аварии на станции Фукусима он объявил о помощи пострадавшим. Хотя ему удалось отличиться в нескольких областях экономики, в других он не смог добиться прогресса. Например, Палата представителей, часто критикует за отсутствие решительности в ужесточении закона об иммиграции.
Файман участвовал в конференции Бильдербергского клуба в 2009 году. В 2011 году также было запланировано его участие в мероприятии Бильдербергского клуба., что не раз являлось поводом для парламентского расследования.
Файман женат с 2001 года, его жена — депутат парламента Мартина Людвига Файман. Вернер имеет двух дочерей, одна от его первого брака.

## Отношения со СМИ
Файмана связывает давняя дружба с редактором ежедневной газеты Kronen Zeitung Гансом Дичендом. Он заявил, что знает Диченда с 25 лет и у них сложились хорошие отношения, В то время, когда Файман работал в городском совете Вены, постоянно общался с другом, и его газета опубликовала колонку под названием «Прямая связь с городским советом». В газете Kronen Zeitung было опубликовано, что на имя Диченда пришло письмо Файмана и Гузенбауэра, где они объявили о смене партийной линии по европейским делам, а также проекты референдумов о будущих договорах с ЕС.